# Salvamotore
Il salvamotore è un dispositivo elettrico in grado di individuare le condizioni di sovraccarico, anomalia e cortocircuito di un motore elettrico e d'interromperne automaticamente l'alimentazione.

## Tipi di Salvamotori

### Elettrico (fusibili)
I salvamotori meccanici sono molto economici, ma sono anche i meno efficienti, soprattutto con impianti trifase e per questo sono da accoppiare ad una protezione magnetica. Questi fusibili sono inseriti a monte e in serie ad ogni singolo carico; per ogni carico ne serve uno per fase, quindi per i carichi monofase o civili ne è sufficiente uno, mentre per i carichi trifase o industriale se ne necessitano tre.

### Elettromeccanici esterni al motore (termica o magnetotermica)
Questi dispositivi sono inseriti a monte del carico o dei carichi, ne è sufficiente uno solo da collegare in serie al carico per garantire la sicurezza alla macchina o macchine, ma anche agli allacci dell'impianto elettrico. Questi dispositivi sono regolabili nella soglia d'intervento in modo che un solo dispositivo possa essere utilizzato per carichi diversi o per poterlo regolare ad un carico che ha modificato le sue caratteristiche con l'avanzare del tempo.

### Elettromeccanici interni al motore
Tale dispositivo non è altro che un interruttore termico "PTO (Protection Thermal Overload)", che agisce con l'aumento della resistenza (questo dispositivo ha la forma di una pila d'orologio, ma più grande), inserito a stretto contatto dell'avvolgimento statorico (nel motore asincrono monofase/trifase), nel caso in cui l'interruttore termico venga sottoposto ad una temperatura superiore a quella d'esercizio normale, toglie l'alimentazione al motore e finché questo interruttore termico non si raffredda non permette al motore di riavviarsi.
Tali dispositivi generalmente sono più di uno per motore, generalmente tre, questo perché il motore potrebbe surriscaldarsi in modo non omogeneo, soprattutto nei motori trifase nel caso in cui manchi una fase d'alimentazione, altrimenti si rischia che il salvamotore non intervenga.
Questi salvamotore sono collegati generalmente in serie tra di loro, questo perché come interviene uno dei tanti salvamotori, si apre il circuito d'alimentazione, un altro caso è quello di collegarli tra di loro in parallelo, questa soluzione è la meno sicura, perché nel caso fosse solo una la fase sovraccaricata si brucia ugualmente il motore, questo tipo di collegamento viene utilizzato per ridurre il numero d'interventi del salvamotore.

### Elettronici
Questi dispositivi sono esterni, tranne che per i sensori di temperatura "PTC" (termistori) che devono essere interni al motore, hanno una resistenza bassa (poche decine di Ω) il cui valore rimane praticamente invariato, fino a quando, superata la temperatura di oltre 5-6 °C oltre la soglia, la resistenza aumenta di 100 volte e a quel punto il salvamotore elettronico, tramite un relè, scollega il motore. La presenza dei sensori nel motore dipende dalla casa produttrice, mentre il dispositivo esterno è uno solo. I sensori interni sono collegati tra di loro secondo il progetto della casa produttrice: se sono in serie viene garantita la massima sicurezza, se in parallelo no. La parte esterna del dispositivo salvamotore è collegata in parallelo al carico.

## Tipo d'allacciamento al circuito d'alimentazione
Oltre ai salvamotori in parallelo (elettrici), alimentati con un circuito a parte, che segnalano la sovratemperatura o aprono il circuito di sgancio del teleruttore a cui sono abbinati (in genere dispongono anche di contatti per eventuale segnalazione) che scollega il motore, si hanno anche salvamotori da collegare in serie (elettromeccanici) al circuito d'alimentazione a monte del carico da proteggere.

## Quando interviene il salvamotore?
I casi in cui interviene il salvamotore sono i seguenti:
- Avviamento del motore troppo lento.
- Troppi avviamenti ravvicinati.
- Rete non stabile: eccessive variazioni di tensione, o variazioni di frequenza.
- Rotore bloccato.
- Il motore sforza troppo (eccessiva coppia resistente).